# Mächtigkeitsprinzip
Das Mächtigkeitsprinzip ist ein vom Bundesarbeitsgericht entwickelter Grundsatz, wonach eine Arbeitnehmervereinigung nur dann „tariffähig“ ist, wenn sie über genug Durchsetzungskraft verfügt, um den sozialen Gegenspieler (Arbeitgeber / Arbeitgeberverband) zwingen zu können, sich auf ernsthafte Verhandlungen über Gewerkschaftsforderungen einzulassen. Das Zusammenwirken von Druck und Gegendruck sei notwendig, um Tarifeinigungen zu ermöglichen und die Tarifhoheit der Gewerkschaften und Arbeitgeberverbände sinnvoll zu gewährleisten.
Indizien für die soziale Mächtigkeit können beispielsweise sein die Anzahl und die betriebliche Stellung der Mitglieder sowie bereits abgeschlossene Tarifverträge. Zu berücksichtigen ist aber auch, ob es sich bei den gegebenenfalls bereits abgeschlossenen Tarifverträgen um sogenannte „Gefälligkeitstarifverträge“ handelt. Ist dies der Fall, stellen sie kein ausreichendes Indiz zur Feststellung der sozialen Mächtigkeit dar.
Kritiker des Mächtigkeitsprinzips sehen einen Widerspruch zwischen dem Mächtigkeitsprinzip und dem Art. 9 Abs. 3 GG und machen geltend, dass dieses einseitig die etablierten Großgewerkschaften begünstige und die Bildung und die Arbeit alternativer Gewerkschaften verhindere. Auch sei der Begriff der Mächtigkeit weder inhaltlich noch räumlich definierbar und die Verengung der Tarifpolitik auf Druck und Gegendruck führe zu einer intellektuellen Auszehrung derselben. In Art. 9 Abs. 3 GG gibt es zudem nach Auffassung der Kritiker für die Auslegung des Bundesarbeitsgerichtes keine Anhaltspunkte.
Nach Auffassung der Befürworter gewährleistet das Erfordernis der sozialen Mächtigkeit die Funktionsfähigkeit des Tarifsystems, indem es verhindert, dass durchsetzungsschwachen Gewerkschaften die Tariffähigkeit zugesprochen wird und es dadurch zu einem Tarifdiktat der stärkeren Tarifpartei kommt.
Die Entwicklung ist hier im Hinblick auf die Tarifverträge der christlichen Gewerkschaften und auch im Hinblick auf das neuerdings ebenfalls in Frage gestellte Prinzip der Tarifeinheit (nur ein Tarifvertrag pro Betrieb) durchaus im Fluss.